# USS Princeton (CV-37)
O USS Princeton (CV-37) é um porta-aviões da Marinha dos Estados Unidos, pertencente à Classe Ticonderoga.

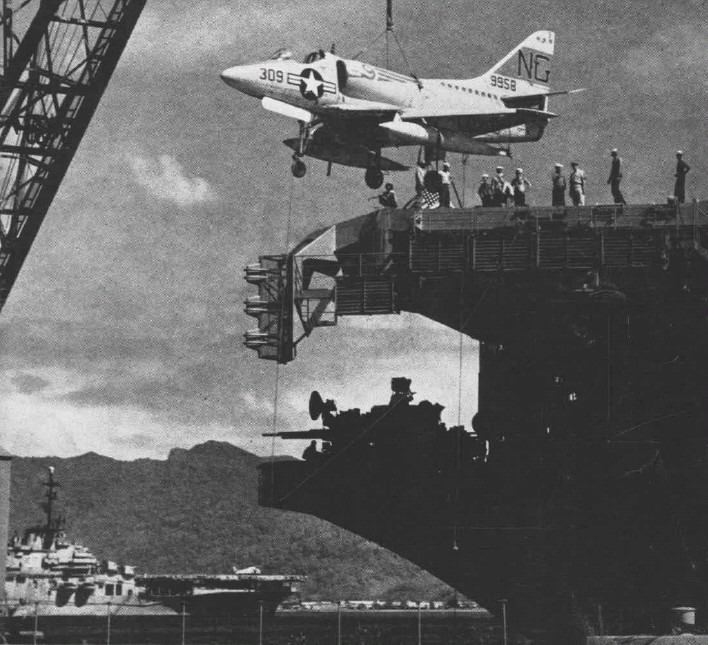
Um Douglas A-4D sendo içado para o USS Ticonderoga (CVA-14), ao fundo vê-se o USS Princeton (CV-37). (c.1957)